# Our Version of Events
Our Version of Events —en español:«Nuestra Versión de los Hechos»—es el álbum debut de la cantautora escocesa Emeli Sandé. El álbum fue lanzado el 13 de febrero de 2012 por la discográfica Virgin Records, después de ganar el  Critic's Choice Award en los Brit Awards del 2012.
Sandé comenzó a trabajar en su álbum con Alicia Keys  y también  para el álbum de Keys (Girl on Fire ). Sandé expresó su interés en trabajar con la cantante trinitense Nicki Minaj en el álbum. Naughty Boy fue una importante colaboración con Sandé desde el día en que empezó a crear la música profesionalmente. Ella escribió cada canción del álbum, diciendo que la clave para escribir una buena canción es el uso de la "honestidad" y la "emoción en estado puro".

## Sencillos
"Heaven", fue lanzado en agosto de 2011, como el primer sencillo del álbum debut, la canción llegó al número dos en la lista de  UK Singles Chart y más tarde se convirtió en un éxito internacional, la cartografía dentro del top-ten en muchos países europeos. Sandé lanzó "Read All About It" con Professor Green en noviembre de 2011, que dio lugar a su escritura "Read All About It (Pt. III)".

## Sencillos y letras
Sandé dijo que la primera canción del álbum, "Heaven" fue una gran " épica canción pop", que tenía cuerdas de barrido.